# Солод
Со́лод — намоченные и пророщенные семена злаков: чаще всего ячменя, реже — ржи, пшеницы, кукурузы, тритикале. Проращивание зёрен злаковых культур позволяет запустить процесс ферментации. Для прекращения дальнейшей ферментации и удаления лишней влаги пророщенные семена сушат горячим воздухом.
Солод служит основой для производства ферментированных напитков — пива, кваса, кулаги, махсымы, а также виски. Копчёный солод обеспечивает своеобразие копчёного пива, а жжёный солод — стаута.

## Получение
Процесс получения солода делится на намачивание и проращивание семян. При проращивании идут химические изменения, образуются новые химические вещества. В одних случаях ценным является только одно из образующихся при этом веществ — диастаза (винокуренное производство), в других же случаях пользуются, помимо диастазы, совокупностью изменённых растворимых продуктов (пивоваренное производство). В обоих случаях пользуются способностью диастазы растворять и осахаривать крахмал, причём получается мальтоза — сахар, обладающий способностью брожения.
Цель намачивания — дать семенам набухнуть и подготовить их к прорастанию. Процессы химических изменений начинаются уже при набухании семян, так как при этом замечается дыхание, результатом которого является образование угольной кислоты и образование диастазы. В усиленной степени оба процесса протекают при прорастании. Общая картина изменений, вызываемых прорастанием, представляется в следующем виде: вследствие расхода веществ на дыхание содержание сухого вещества заметно понижается; значительная часть крахмала переходит в раствор, образуя глюкозу, сахарозу, мальтозу и другие растворимые углеводы. Такому же растворению подлежат отчасти и клеточные стенки; это растворение происходит под влиянием диастазы, отчасти содержавшейся уже в неизменённом семени, главным же образом образовавшейся при прорастании; часть названных углеводов потребляется при дыхании, окисляясь в угольную кислоту и воду. Точно так же частью окисляются в угольную кислоту жирные кислоты, частью же они переходят в углеводы. Белковые вещества частью пептонизируются, то есть переходят в пептоны, по всей вероятности, под влиянием специальных пептонизирующих ферментов, частью же распадаются в растворимые кристаллизующиеся азотистые продукты (аспарагин и другие аминокислоты). Диастазу можно обнаружить уже в непроросшем зерне; сосредоточена она, главным образом, в щитке. Вместе с прорастанием идёт усиленное новообразование диастазы в эндосперме.
Под её влиянием происходит растворение крахмала, и получающиеся при этом продукты всасываются эпителиальным слоем щитка и оттуда поступают в молодое растеньице. Некоторые исследователи склонны приписывать главную роль в образовании диастазы щитку, откуда фермент этот поступает в эндосперм. На это указывает тот факт, что отделённый от эндосперма и приложенный к крахмалу зародыш со щитком растворяют крахмал. Однако имеются указания на то, что растворение это происходит под влиянием не диастазы, а низших организмов; что эндосперм в состоянии вырабатывать диастазу и без участия щитка, доказывается это тем, что в известных условиях можно вызвать растворение крахмала в клетках эндосперма и опорожнение эндосперма, лишённого зародыша; если такой эндосперм при помощи гипсового столбика привести в соприкосновение с водой, то в нём протекают процессы превращений веществ так же, как и при нормальном прорастании, причём растворимые продукты превращений переходят в воду. В самом эндосперме образование диастазы наиболее значительно в наружном алейроновом слое. Однако и другие части эндосперма в состоянии образовать диастазу, что вытекает из того, что такое образование замечается и в том случае, когда эндосперм лишён этого слоя.
До XIX века полагали, что пригоден только такой солод, прорастание которого не шло до появления листочка. В XIX веке было доказано, что солод, в котором листочек достиг сравнительно большой величины (длинный солод, нем. Langmalz), содержит значительно большие количества диастаз, если только соложение велось при сравнительно невысокой температуре.
Внешние условия, влияющие на образование диастазы:
- кислород, присутствие которого играет огромную роль в образовании этого фермента.
- свет, разрушающий диастазы (поэтому помещения для соложения — солодовни — устраиваются с малым доступом света).

## Применение
Как сказано выше, солод применяется в винокуренном и пивоваренном производствах. В первом случае им пользуются, чтобы растворить и осахарить крахмал других продуктов, во втором пользуются одним только солодом; в обоих случаях действует диастаза, растворяя или крахмал посторонних веществ, или же крахмал самого солода; получающиеся при этом жидкости подвергаются брожению. Помимо этих производств, солод находит себе применение и для приготовления так называемого солодового экстракта, представляющего сгущённую вытяжку из солода. В пивоваренном производстве для приготовления солода находит себе применение, главным образом, ячмень, а иногда и пшеница; в винокуренном производстве применяются, помимо ячменя, также овёс, рожь, пшеница, а в Америке и кукуруза. Смотря по тому, применяется ли солод в сушёном или свежем виде, различают солод сухой и солод зелёный.

## Солодовый экстракт
Солодовый экстракт — сгущённое или обезвоженное выпариванием сусло, сваренное из раздробленных зёрен ячменя, ржи, кукурузы, пшеницы, других злаковых культур. Сусло выпаривают щадящим способом в вакууме при температуре от 45 до 60°С до консистенции сиропа, осветляют, освобождают от вяжущих соединений методом сепарирования и центрифугирования. Применяется в пищевой промышленности — в качестве компонента макаронных, хлебобулочных, кондитерских изделий, пива, кваса, а также в фармакологии.